# Опівнічна Людина (комікс)
Midnight Man (Опівнічна людина, Опівнічник) — вигаданий персонаж, який з'являється в американських коміксах, виданих Marvel Comics.
Midnight Man вперше з'явився в телесеріалі «Місячний лицар» (2022) на Disney+, події якого відбуваються у кінематографічному всесвіті Marvel. Його роль зіграв Гаспар Ульєль.

## Історія публікації
Midnight Man вперше з'явився в Moon Knight #3 (січень 1981 року), і був створений Дугом Мончем і Біллом Сенкевичем.
Згодом персонаж з’являється в Moon Knight № 9–10 (липень–серпень 1981).

## Біографія вигаданого персонажа
Антон Могарт, також відомий як Опівночна людина — злочинець у костюмі, який краде скарби мистецтва та цінні рукописи. Його "фірмовим стилем" є «завжди наносити удар опівночі». Він був ворогом Місячного Лицаря.
Могарт вважається мертвим після його першої зустрічі з Місячним Лицарем після того, як в нього стріляла Марлен, і він впав з даху,  але через кілька випусків він повертається, співпрацюючи з Раулем Бушманом .  Бушмен, однак, зраджує Опівночну людину, й залишає його та Місячного Лицаря тонути в затопленій каналізації. Місячному Лицарю вдається ледве врятувати себе та Опівнічну Людину. 
Антон був батьком Джеффа Уайльда, пізніше відомого як Міднайт (Північ), який деякий час був напарником Місячного Лицаря. Після битви з Таємною Імперією  Джефф Уайльд був перетворений на кіборга вченими Таємної Імперії. Він почав вбивати людей, щоб привернути увагу Місячного Лицаря. Місячний Лицар переміг Опівнічну Людину у жорстокій сутичці. 

## Сили та здібності
- Майстерний злодій: Антон був досвідченим крадієм витворів мистецтва, втікаючи від органів правопорядку по всьому світі.
- Майстер бойових мистецтв: він міг на рівних битися з Місячним Лицарем.

### Зброя
Пістолет і східний кинджал, який є частиною колекції крадених творів мистецтва.

## В інших творах
Гаспар Улліель зіграв Антона Могарта / Опівнічну Людину у кінематографічному всесвіті Marvel, у міні-серіалі Disney+ «Місячний лицар», 2022 року випуску.  Улліель помер перед виходом серіалу. 